# Biermont
Biermont település Franciaországban, Oise megyében. Lakosainak száma 172 fő (2022. január 1.). Biermont Conchy-les-Pots, Laberlière, Orvillers-Sorel, Ricquebourg és Roye-sur-Matz községekkel határos.

## Népesség
A település népességének változása:
| Lakosok száma | 176  | 176  | 175  | 174  | 173  | 172  | 173  | 172  |
|               | 2013 | 2015 | 2017 | 2018 | 2019 | 2020 | 2021 | 2022 |